# Römisch-katholische Kirche in Belgien
Die römisch-katholische Kirche in Belgien ist mit ca. 60 % der Bevölkerung die größte Glaubensgemeinschaft Belgiens. Sie ist Teil der weltumspannenden römisch-katholischen Kirche.
Seit dem Mittelalter mit der deutschen Kirche verbunden, wurde sie 1559 mit der päpstlichen Bulle Super universas neu geordnet: Es entstanden acht Bistümer auf dem Gebiet des heutigen Belgien, damals als Spanische Niederlande (ab 1714 Österreichische Niederlande) bekannt. Dem Erzbischof von Mechelen-Brüssel wurde der Rang des Primas verliehen. Stets auch eine blühende Klosterlandschaft, bildeten sich im Verlauf des 19. Jahrhunderts zahlreiche Männerorden und Frauenorden, die sich vor allem im sozialen Bereich betätigten. Bis in die zweite Hälfte des 20. Jahrhunderts hinein galten die belgischen Ordensleute als führend in der Mission. Vor allem der nördliche Landesteil Flandern war bis in die 1970er Jahre stark vom Katholizismus geprägt, seither setzte eine starke Säkularisierung ein.
In Belgien sind ca. 7.845.000 von 10.279.000 Einwohnern katholisch getauft, 58 % sind Mitglieder der Katholischen Kirche bzw. betrachten sich nach eigenen Angaben als katholisch. 2009 lag die Zahl der Teilnehmer an der sonntäglichen Messe bei etwa 5 % der Gesamtbevölkerung. Seit Mitte der 1960er Jahre ging sie damit kontinuierlich zurück, 1967 lag er noch bei 43 %.

## Gliederung
Die Kirche von Belgien besteht aus einer Kirchenprovinz mit 3.946 Pfarrgemeinden in acht Bistümern:
- Erzbistum Mechelen-Brüssel
  - Bistum Antwerpen
  - Bistum Brügge
  - Bistum Hasselt
  - Bistum Namur
  - Bistum Lüttich
  - Bistum Gent
  - Bistum Tournai

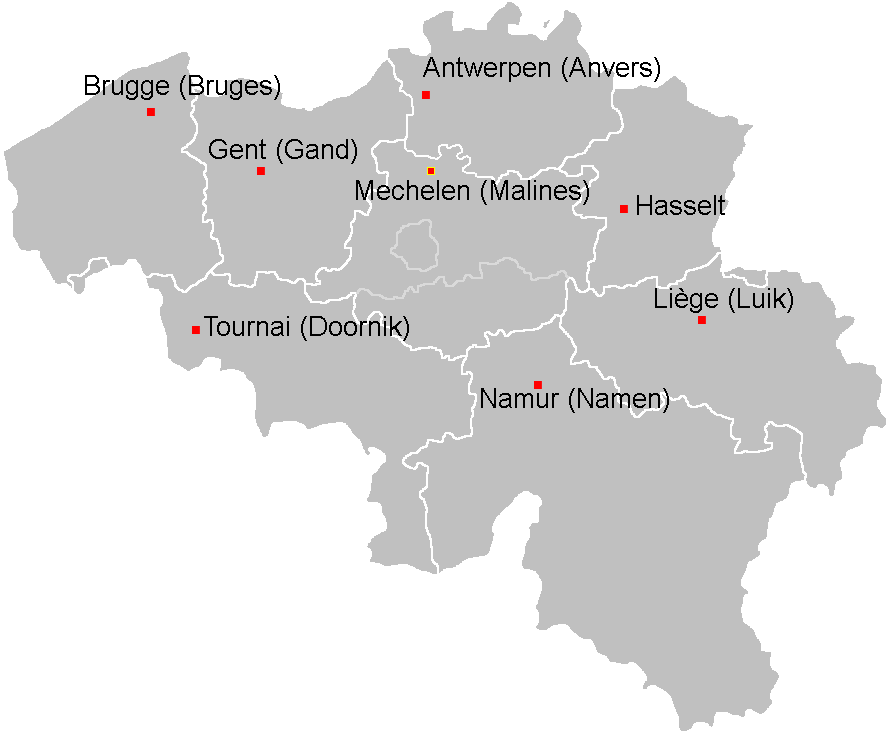
Karte der belgischen Bistümer

Das zentrale Organ der belgischen Bischöfe ist die Belgische Bischofskonferenz.
Das Königreich Belgien unterhält diplomatische Beziehungen zum Heiligen Stuhl, der eine Apostolischen Nuntiatur mit Sitz in Brüssel als diplomatische Vertretung errichtet hat. Apostolischer Nuntius ist seit 15. November 2021 Erzbischof Franco Coppola.
Die belgische römisch-katholische Kirche war im Jahre 2010 mit zahlreichen bekanntgewordenen Missbrauchsfällen aufgefallen.

## Gerichtsbarkeit
Als Kirchengerichte bestehen für den nördlichen (niederländischsprachigen) Landesteil ein interdiözesanes Gericht erster Instanz (Interdiocesane Rechtbank van Eerste Instantie) in Gent und ein interdiözesanes Gericht zweiter Instanz (Interdiocesane Rechtbank van Tweede Instantie) in Antwerpen. Die entsprechenden Gerichte für den südlichen (überwiegend französischsprachigen) Landesteil befinden sich in Namur (Tribunal Interdiocésain de première instance) bzw. Tournai (Tribunal Interdiocésain de seconde instance).